# Ronsdorfer Hirtentasche
Die Ronsdorfer Hirtentasche (vgl. Jalkut) enthält Aufzeichnungen der spirituellen Inspirationen und Eingebungen der Prophetin Anna Catharina vom Büchel, der zweiten Ehefrau von Elias Eller. Eller war Gründer und Leiter einer radikalpietistischen christlichen Sekte der Zioniten und Gründer der Stadt Ronsdorf, heute ein Stadtteil Wuppertals. Ein Verzeichnis der Anhänger der Sekte, die als Versiegelte bezeichnet wurden, ist ebenso Teil der Hirtentasche.

## Hintergrund
Anna Catharina vom Büchel hatte seit etwa 1722 Verzückungen und Gesichte, und ab 1726 hielt sie regelmäßig in Elberfeld pietistische Erbauungsstunden ab, die zunächst von der reformierten Kirche geduldet wurden. In der Elberfelder Sozietät trat vom Büchel als Prophetin bald regelmäßig auf und konnte schnell eine feste Gruppe von Anhängern um sich sammeln. Ab spätestens 1726 prophezeite sie unter anderem, dass sie und Elias Eller das neue Zion aufbauen würden und dass sie berufen sei, mit Elias Eller einen Sohn zu zeugen, der als neuer Heiland und Messias die Welt beherrschen würde (siehe auch Offb 12,5 ).
Zusammen mit dem Prediger Daniel Schleyermacher fand 1737 der Exodus-artige Auszug der Gemeinde von Elberfeld und Umgebung nach Ronsdorf statt. Nach dem Tode Ellers 1750 und dem erfolglosen Versuch seines Stiefsohns Bolckhaus und seiner Tochter Sarah, die Gemeinde weiterzuführen, wurde am 31. Mai 1768 die Gemeinde mit der Wahl eines neuen Predigers wieder in die reformierte Landeskirche aufgenommen. Um die Hirtentasche ranken sich in Ronsdorf Sagen und Legenden.

## Funde
Die Hirtentasche galt als verschollen; 2005 wurden aber Fragmente der Aufzeichnungen gefunden.
Am 20. April 2008 erhielt der Pfarrer i. R. Günter Twardella eine Holzkiste mit einem Manuskript, das eine Abschrift von Teilen der Hirtentasche darstellt. Dieses Manuskript, ein gut 500 Seiten starkes Buch mit dem Titel: „Ein Manuscript auß einem Manuscript welches mir P. P. Wülffing zugesandt worden vom P. D. Schleyermacher von ihm eigenhändig geschrieben“, wurde in einem Fichtenholzkasten (47 cm lang, 32 cm breit und 26 cm hoch) dem Archiv der Evangelisch-reformierten Gemeinde in Ronsdorf übergeben. Der Kasten stammte aus dem Nachlass der Familie Rauner in Ronsdorf.
Twardella sieht in der Kiste eine Art Bundeslade, die in Nachahmung alttestamentlicher Traditionen das Schrifttum des Kreises um Eller enthielt. Auf einem beigefügten Zettel ist die eindringliche Bitte formuliert, den Inhalt und die Existenz des Buches geheim zu halten. Das Buch enthält laut Twardella vor allem religiöse Sprüche „in ermüdender Monotonie“ sowie Tagebucheintragungen aus den Jahren 1735 (Geburt des Sohnes Benjamin Eller) bis 1743 (Tod der Mutter Anna). Überlieferungen deuten darauf hin, dass zumindest eine Abschrift oder Fortsetzung der Hirtentasche existiert.